# 470 (tal)
470 är det naturliga talet som följer 468 och som följs av 471.

## Inom vetenskapen
- 470 Kilia, en asteroid.

## Inom matematiken
- 470 är ett jämnt tal.
- 470 är ett sammansatt tal.
- 470 är ett sfeniskt tal.